# Domingo Catalán Lera
Domingo Martín Catalán Lera (Novals, Osca, 4 d'agost de 1948) és un atleta aragonès resident a Barcelona, guanyador de la primera Cursa El Corte Inglés (1979) i campió del món de 100 quilòmetres (1987 i 1988).
Es va iniciar a l'atletisme als 16 anys a la clàssica Jean Bouin l'any 1964, quedant tercer a la categoria de debutants. Corria a les ordres de Gregorio Rojo i amb l'equip del FC Barcelona. Des de llavors ha participat en un gran nombre de curses de fons (cross, ruta i pista) de diferents distàncies, fins als 100 km en ruta.
El 1970 va aconseguir el títol català de 3.000 m. obstacles. El 1977 va debutar a la marató com a membre del combinat català que obtindria el tercer lloc a la classificació per equips de la Marató de Nova York. El 1978 va participar i col·laborar en l'organització de la primera marató popular celebrada a Catalunya, a la vila de Palafrugell. I des de 1980 va participar en la marató de Barcelona, quedant segon en aquella edició de 1980. Va ser dues vegades campió de Catalunya de marató (1980 i 1984) i sis vegades campió estatal de 100 km (1985-88, 1990 i 1992). En aquesta distància va obtenir dos títols mundials (1987 i 1988) i un subcampionat mundial (1992). Va aconseguir les plusmarques catalanes de 25 km (1979), 30 km (1979) i 100 km (1992) en ruta. El 1987 al campionat del món de 100 km en ruta va batre el rècord mundial, establint-lo en 6h 15m i 16 s. El 1989 la federació espanyola d'atletisme el va sancionar durant dos anys per haver corregut a Sud-àfrica durant l'època de l'apartheid.
El 1984 va inaugurar la seva tenda de roba esportiva i el 1990 el club d'atletisme que porta el seu nom, Domingo Catalán Fondistes Club.

## Palmarès[calcitació]
- 1983 – Millor marca a la Marató de Barcelona 2h 17’46’’
- 1985 – Santander 100 km 1r al campionat d'Espanya, 6h 31’32’’
- 1986 – Santander 100 km 1r al campionat d'Espanya,6h 32’09’’
- 1987 – Santander 100 km 1r al campionat d'Espanya, 6h36’32’’
- 1987 – Victòria i rècord mundial (no homologat) al campionat del món a Niça, 6h 15’16’’
- 1988 – Santander 100 km. 1r al campionat d'Espanya i del món, 6h 34’41’’
- 1988 – Palamós 100 km 1r al campionat del món.
- 1989 – Corre a Sud-àfrica i és sancionat per la federació espanyola d'atletisme
- 1990 – Palamós – 100 km 1r al campionat d'Espanya, 6h 47’01’’
- 1992 – Madrid – 100 km 1r al campionat d'Espanya, 6h 50’ 14’’
- 1992 – Palamós – 100 km 2n al campionat del món